# 머니그램
머니그램 인터내셔널(MoneyGram International Inc.)은 미국의 자금 이체 기업으로, 텍사스주 댈러스에 본사를 두고 있다. 세인트루이스 파크에 운영 센터가 하나 있으며 전 세계적으로 여러 지역 오피스가 있다. 머니그램 사업은 2개의 분류로 나뉜다: Global Funds Transfers, Financial Paper Products. 이 기업은 대리와 금융 기관망을 통해 개인과 사업체에 서비스를 제공한다.
머니그램은 세계에서 2번째로 큰 자금 이체 제공자이다. 이 기업은 약 347,000개의 대리 사무소 글로벌 네트워크에 200개 이상의 국가에서 운영되고 있다.

## 제품

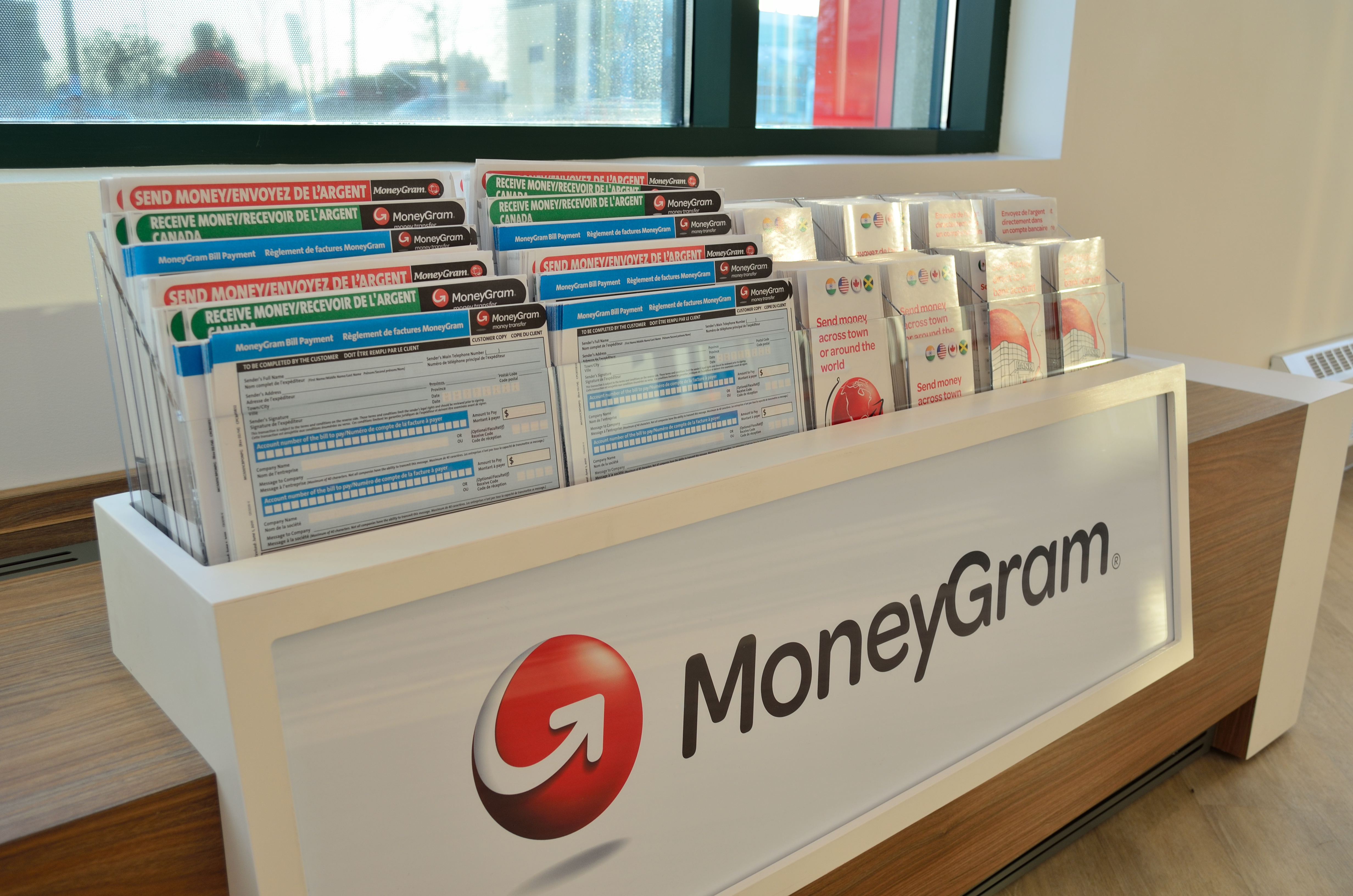
머니그램 제품

### Global Funds Transfers
- 머니그램 자금 이체
- 머니그램 청구 지불 서비스

### Financial Paper Products
- 우편환(Money Orders) - 머니그램은 2번째로 큰 우편환 제공자이다.[4][5][6]
- 오피셜 체크(Official Checks) - 머니그램은 미국 내 금융 기관에 이용 가능한 오피셜 체크 아웃소싱 서비스를 제공한다.

## 같이 보기
- 웨스턴 유니온
- 트래블렉스
- 비트코인